# Charidotella succinea
Charidotella succinea är en skalbaggsart som först beskrevs av Karl Henrik Boheman 1855.  Charidotella succinea ingår i släktet Charidotella och familjen bladbaggar. Inga underarter finns listade i Catalogue of Life.